# Ted Chiang

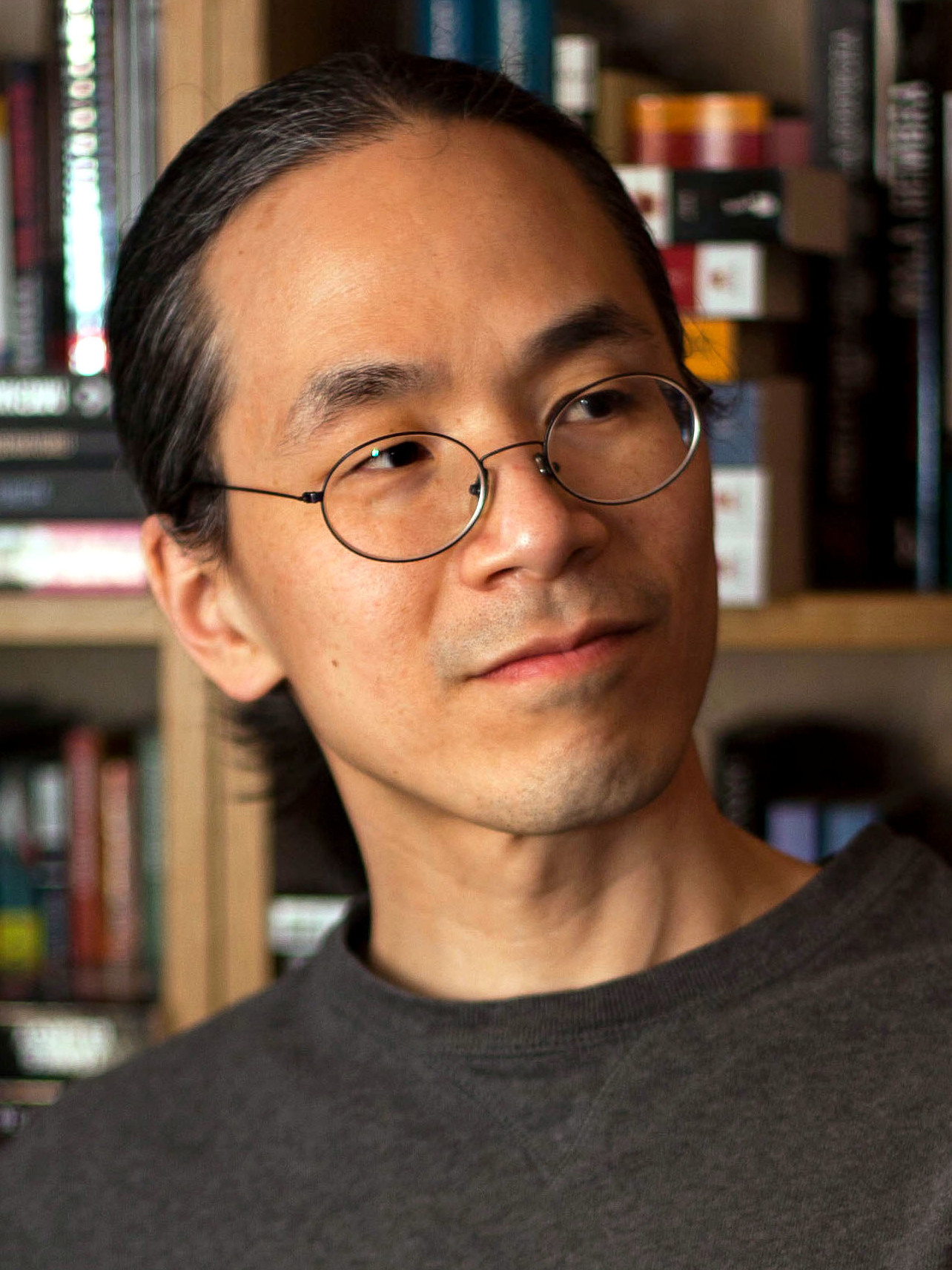
Ted Chiang alla libreria 'Estudio en Escarlata' di Madrid, Spagna nel 2011

Ted Chiang, pseudonimo di Chiang Fengnan (Port Jefferson, 1967), è uno scrittore statunitense di narrativa fantastico-fantascientifica.

## Biografia
Nato a Port Jefferson, nello stato di New York, si è laureato alla Brown University: B.A. in Lettere Classiche e M.Sc.Informatica. Risiede a Bellevue, vicino a Seattle, Washington, dove lavora come technical writer per l'industria del software.
Pur non essendo un autore prolifico - ha pubblicato solo 16 racconti e un romanzo breve - Chiang ha vinto una quantità di premi non indifferente, tra i quali: un Premio Nebula per Torre di Babilonia (Tower of Babylon) nel 1990, il Premio John W. Campbell per miglior nuovo scrittore nel 1992, un Premio Nebula e un Premio Theodore Sturgeon Memorial per Storia della tua vita (Story of Your Life) nel 1998, un Premio Sidewise per Settantadue lettere (Seventy-Two Letters) nel 2000, un Premio Nebula, un Premio Locus e un Premio Hugo per la sua novella L'inferno è l'assenza di Dio (Hell Is the Absence of God) nel 2002, un Premio Nebula e un Premio Hugo per Il mercante e il portale dell'alchimista (The Merchant and the Alchemist's Gate, 2007).
Chiang nel 2003 ha rinunciato alla candidatura ad un Premio Hugo del suo racconto breve Il piacere di ciò che vedi: un documentario (Liking What You See: A Documentary), in quanto non pienamente soddisfatto del risultato finale che non riteneva conforme agli standard qualitativi del premio.
La rivista scientifica Nature ha pubblicato due suoi brevi racconti nella rubrica Futures: nel numero di giugno 2000 Catching crumbs from the table (pubblicato anche come The Evolution of Human Science nella successiva raccolta Stories of Your Life, and Others) e nel numero di luglio 2005 What's expected of us .
Stories of Your Life, and Others, libro del 2002 che raccoglie i suoi primi 8 racconti, è stato pubblicato nel 2008 in Italia con il titolo Storie della tua vita per le edizioni "Stampa Alternativa & Graffiti".
Ted Chiang ha pubblicato nel settembre del 2007 un racconto breve dal titolo Il mercante e il portale dell'alchimista che si è aggiudicato i premi Nebula e Hugo per quell'anno. Nel 2009 il suo racconto successivo, Respiro, il 27 giugno dello stesso anno si è aggiudicato il Premio Locus per la sua categoria, seguito il 10 agosto dal Premio Hugo.
Nel luglio 2010 ha pubblicato per la casa editrice Subterranean Press un romanzo breve dal titolo Il ciclo di vita degli oggetti software che dopo essersi aggiudicato il Premio Locus per la categoria gli ha valso il suo quarto Premio Hugo.
Ted Chiang è mancino. Si dichiara ateo. Il suo nome cinese è Chiang Feng-nan (姜峯楠).

## Opere

### Racconti
- Torre di Babilonia (Tower of Babylon, 1990)
- Capire (Understand, 1991)
- Divisione per zero (Division by Zero, 1991)
- Storia della tua vita (Story of Your Life, 1998)
- Settantadue lettere (Seventy-two Letters, 2000)
- L'evoluzione della scienza umana (The Evolution of Human Science, 2000)
- L'inferno è l'assenza di Dio (Hell is the Absence of God, 2001)
- Il piacere di ciò che vedi: un documentario (Liking What You See: a Documentary, 2002)
- Cosa ci si aspetta da noi (What's Expected Of Us, 2006)
- Il mercante e il portale dell'alchimista (The Merchant and the Alchemist's Gate, 2007)
- Respiro (o Espirazione[6]) (Exhalation, 2008)
- Il brevetto della Tata Automatica di Dacey (Dacey's Patent Automatic Nanny, 2011)
- La verità dei fatti, la verità dei sentimenti (The Truth of Fact, the Truth of Feeling, 2013)
- Il Grande Silenzio (The Great Silence, 2015)
- Omphalos (2019)
- L’angoscia è la vertigine della libertà (Anxiety Is the Dizziness of Freedom, 2019)
- Storie della tua vita e altri racconti (Stories of Your Life and Others, 2002), Ne/oN, 2025, Nuova traduzione di Marinella Magrì, ISBN 9791281777484

### Romanzi brevi
- Il ciclo di vita degli oggetti software (The Lifecycle of Software Objects, 2010); collana Odissea Fantascienza, Delos Books, 2011.

### Raccolte
- 2002 -  Storie della tua vita (Stories of Your Life, and Others) - contiene i primi otto racconti sopra citati
- 2019 - Respiro (Exhalation: Stories) - contiene gli altri racconti/romanzi brevi